# Districts et dépendances de Maurice
Les districts de Maurice sont la division administrative de premier niveau de Maurice.
Les neuf districts se trouvent sur l'île Maurice, Rodrigues formant une région autonome, Agaléga et Saint-Brandon des dépendances. Maurice revendique également l'archipel des Chagos et l'île Tromelin, tous deux dans l'océan Indien.
| Savanne Flacq Rivière · Noire Port-Louis Rivière · du · Rempart Pamplemousses Plaines · Wilhems Grand Port Moka |